# Néferirkarê II
Néferirkarê II est un ancien souverain égyptien du début de la Première Période intermédiaire et placé par la plupart des égyptologues comme étant le dernier membre de la VIIIe dynastie. En tant que tel, le siège du pouvoir de Néferkaouhor était Memphis et il ne détenait probablement pas le pouvoir sur toute l'Égypte. Certains chercheurs font poursuivre l'Ancien Empire jusqu'à la VIIIe dynastie et donc considère ce roi comme le dernier roi de l'Ancien Empire,.

## Attestations

### Attestations contemporaines
Des savants comme Farouk Gomaà et William C. Hayes identifient le nom d'Horus Demedjibtaouy, trouvé sur le Décret r de Coptos, au roi Néferirkarê II mais cette identification est rejetée par J. von Beckerath et Hracht Papazian qui attribue ce nom d'Horus à Ouadjkarê, également cité sur le Décret r.
En 2014, Maha Farid Mostafa a publié une inscription, trouvée dans la tombe de Shemay. L'inscription appartient très probablement à Idy, un fils de Shemay, bien que le nom d'Idy ne soit pas conservé. Le texte est daté sous un roi du nom de Sa-Rê Pépi et de nom de Nesout-bity Néferka-[...]-Rê. Maha Farid Mostafa a reconstruit ce nom de trône en Néferirkarê et associe donc le nom de Sa-Rê Pépi à ce roi de la fin de la VIIIe dynastie.

### Nouvel Empire
Néferirkarê II est présent dans deux listes royales datées du Nouvel Empire. La première liste est la liste d'Abydos dans laquelle le roi est cité à la 56e position sous le nom de Néferirkarê. La seconde liste est le Canon royal de Turin dans lequel le roi est probablement cité à la position 5.13 mais le nom est en lacune. Si cette attribution est correcte, alors le Canon lui attribue une durée de règne de un an et demi,.